# Spolno življenje grofa Franja Tahija
Spolno življenje grofa Franja Tahija je drama Denisa Poniža. Izšla je leta 1980 pri založbi Obzorja.

## Osebe
- Grof Franjo Tahi
- Henrik von Poellen, njegov tajnik
- Hieronim Palić, poveljnik straže
- Peter Mirthy, grofov pisar
- Tujka
- Pevec
- Kozma, Damjan, najemna vojaka
- Marta, hišna
- Elizabeta, njena hči
- Služabnik, Služabnica, Novi pisar
- Hlapci, stražarji, najemni vojaki

## Vsebina
Zgodba se dogaja na Tahijevi graščini Donja Stubica nekaj dni po zatrtju velikega kmečkega upora l. 1573.
1. dejanje: Kmečki upor je bil okrutno zatrt, okrog gradu tulijo volkovi, prenažrti nepokopanih trupel, Tahi pa čepi v stolpu in ne pusti nikogar blizu. Hišna in Služabnik sta prepričana, da je volkodlak, sovraži ga tudi Pisar, ta je zoper grofovo zapoved z nekaj hlapci pokopal trupla vsaj okoli gradu. Surovi Palić mu za to grozi s strašno kaznijo, vendar ima zvezane roke, saj je sam odgovoren, da v gradu ni reda. - Vrne se tajnik, šel je bil po denar za najemne vojake v gradu, s seboj pripelje Pevca in skrivnostno Tujko. Pripoveduje o grozotah, skoz katere so šli: gospodarstvo uničeno, vasi požgane, povsod trupla in kri, ljudje, kar jih je ostalo živih, beže k Benečanom in Turkom. Ko Elizabeta, Tahijeva strežnica, sliši, da je tudi njena vas zravnana z zemljo, se ji od žalosti zmede. - V gradu divjajo najemniški vojaki, hlapci so pijani, tajnik in Palić naklepata, kako bi se polastila najemniškega denarja in izginila z gradu. Pri tem ju zmoti Tahi, hoče na svoj nasilni način urediti razmere v gradu, a ga premaga tajnikovo prigovarjanje, predvsem pa lepota Tujke; povabi jo v svojo sobo. Izkaže se, da je v zaroto okrog denarja vpleten tudi Pevec, ta pa pritegne še Pisrja. - Najemniki zahtevajo svojo plačo, sicer bodo zažgali grad. Tedaj se pojavi Tahi poln odločnosti, skliče uslužbence, da bi takoj začeli ukrepati; najprej je treba pobiti najemnike, grofu še na misel ne pride, da bi jim dal denar, potreboval ga bo za obnovo gospodarstva. Uslužbenci se uprejo, češ da zahteva nemogoče, grdi očitki letijo z obeh strani, končno Palić oznani, da sta s tajnikom prevzela oblast v gradu in da imata tudi hlapce, ki so takoj pripravljeni ubijati. Tahi jim grozi kot izdajalcem, tu je le on oblast in zakon; od besa ga zadene možganska kap.
2. dejanje: Zarotniki so v pasti, najemniki ne pustijo nikogar iz gradu, grof, kateremu so vojaki podrejeni, pa je mrtvouden. Tujka pove, da je čarovnica, za kratek čas bo oživila grofa, le toliko, da pridejo iz gradu. Elizabeta v svoji blaznosti jasnovidno spozna prevaro in se tajniku in Paliću divje zoperstavi; prerivanje se konča z dvojnim posilstvom dekleta. Ko pridereta še kozma in Damjan, zahtevajoč denar, tajniku popustijo živci, da se skuša sam prebiti iz gradu; vendar kmalu omahne nazaj med druge smrtno ranjen. Elizabeta položi roke nanj in ga obudi v življenje, s Tahijem pa noče storiti istega, zato se Tujka sama loti posla in Tahija oživi za ceno Elizabetine smrti. Tahi takoj naredi red. Izkaže se, da sta najemnika cesarska zaupnika, agenta sta tudi Pevec in Tujka, uporni uslužbenci romajo v ječo in na mučenje, za njimi je izdana cesarska tiralica zaradi vrste prestopkov.
Epilog: Tahi narekuje poročilo o zatrtju zarotniške skupine, nato ukaže privesti iz ječe Pisarja; podaril mu bo življenje in nagrado, če bo pričal, da je grof oživel po božji milosti, ne po hudem duhu (čaranju). Pisar s posmehom odkloni, prestraši ga s trditvijo, da je grofu satanska duša izhlapela, zdaj da ima tujo dušo, Elizabetino, ki je tanka ko pajčevina: zmeraj bolj se bo izgubljal v nič, izgubil bo glas, dušo, vid... Tahi ga ukaže odpeljati nazaj v ječo, sam pa s slepimi očmi strmi skozi okno in si dopoveduje: Tahi je zgodovina, njegovi nasprotniki nič.